# Poenomia orizabensis
Poenomia orizabensis är en fjärilsart som beskrevs av George Francis Hampson. Poenomia orizabensis ingår i släktet Poenomia och familjen nattflyn. Inga underarter finns listade i Catalogue of Life.